# Řády, vyznamenání a medaile Portugalska

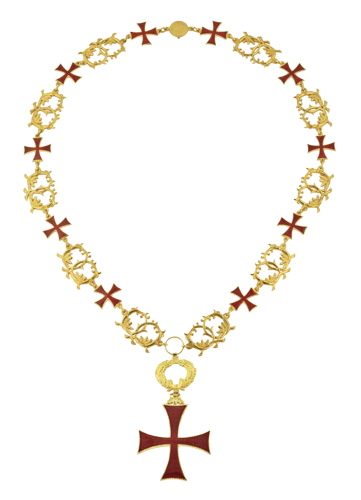
Řádový řetěz Řádu prince Jindřicha

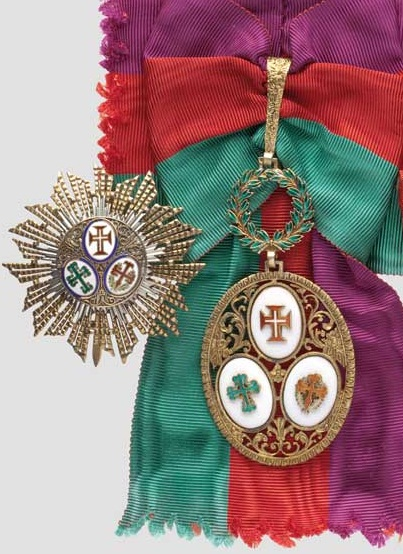
Stuha tří řádů

Systém řádů, vyznamenání a medailí Portugalska slouží k oceňování jednotlivců za osobní statečnost, jejich úspěchy či služby Portugalsku. Problematiku státních řádů upravuje zákon 5/2011. Portugalská vyznamenání udílí prezident republiky. Kromě toho portugalská vláda reguluje a uznává vyznamenání Portugalského Červeného kříže.

## Obecné informace
Portugalská vyznamenání jsou udílena za života či in memoriam občanům Portugalska za významné osobní zásluhy, občanské nebo vojenské úspěchy či za službu poskytovanou zemi. Tato vyznamenání nesou jména příslušných rytířských řádů s dlouholetou tradicí. Existují také dynastické řády, které byly v minulosti udíleny portugalským králem. Tyto řády přestaly být státními vyznamenání v okamžiku, kdy se Portugalsko v roce 1910 stalo republikou. Od té doby udílí tyto řády vévodové z Braganzy.
Existuje také dlouholetá tradice, že prezident republiky zastává funkci velmistra portugalských řádů a také je tím, kdo jmenuje další funkcionáře v radě řádů. Odznakem prezidenta Portugalska je Stuha tří řádů, která mu náleží během výkonu prezidentské funkce a která nelze použít v jiném případě.

## Třídy
Prezident republiky je z podstaty své funkce velmistrem všech portugalských čestných řádů. Na konci svého funkčního období prezident získává z moci úřední titul velkokříže s řetězem Řádu věže a meče.
Portugalské řády mají dva typy členů, a to řádné členy a čestné členy. Portugalští občané, jenž obdrželi některý z řádů jsou řádnými členy, cizinci, národní a zahraniční instituce jsou čestnými členy.
Řády jsou udíleny v pěti řádných a jedné speciální třídě. Tato speciální třída, velký řetěz, je udílena pouze v případě Řádu věže a meče, Řádu svatého Jakuba od meče, Řádu prince Jindřicha a Řádu svobody. Od roku 2021 je udílena i v případě Řádu Kristova a Řádu avizských rytířů. Tato třída je tradičně vyhrazena pro hlavy států. Z této praxe existuje pouze několik výjimek, kdy jej obdržely jiné osoby za mimořádně výjimečné zásluhy.
Řádnými třídami jsou velkokříž, velkodůstojník, komtur (komandér), důstojník a rytíř/dáma. Třída rytíře či v případě žen dámy je pouze u starých rytířských řádů a u státních řádů je nahrazena medailí.
Titul čestného člena může být přiřazen také institucím a geografickým místům.

## Čestné řády
Legislativně jsou čestné řády v Portugalsku regulovány článkem 3 a článkem 11 Lei Orgânica das Ordens Honoríficas Portuguesas schváleného v roce 1986, který je obsažen v Decreto-Lei n.º 414-A/86 z 15. prosince 1986 a nařízením Regulamento das Ordens Honoríficas, no Decreto-Regulamentar 71-A/86 ze stejného data. Oba dekrety měly vyřešit prozatímní stav státních vyznamenání nastolený po karafiátové revoluci.
V roce 2011 byl přijat nový zákon Lei n.º 5/2011 ze dne 2. března 2011. Tento zákon byl reformován dekretem Decreto-Lei n.º 55/2021 ze dne 29. června 2021.

### Staré rytířské řády
- Řád věže a meče, celým názvem Vojenský řád věže a meče, odvahy, věrnosti a zásluh (Ordem Militar da Torre e Espada do Valor, Lealdade e Mérito) byl založen roku 1459. Udílen je občanům Portugalska i cizím státním příslušníkům, a to civilistům i vojákům, za výjimečné a vynikající zásluhy v nejvyšších funkcích parlamentu, vlády, soudnictví nebo ve funkci prezidenta republiky či při velení jednotkám během vojenského tažení, za vojenské i civilní hrdinské činy a za vynikající činy sebeobětování se pro Portugalsko a lidstvo obecně.[6]
- Řád Kristův (Ordem Militar de Cristo) byl založen v letech 1317 až 1318 a v roce 1495 byl spojen s portugalskou korunou a postupně se přetvářel ve vyznamenání. V roce 1789 došlo k sekularizaci řádu. V moderní éře je udílen za výjimečné a mimořádné zásluhy v nejvyšších vládních, diplomatických, soudních či správních funkcích.[7]
- Řád avizských rytířů (Ordem de São Bento de Avis) byl založen roku 1146 a v roce 1789 došlo k sekularizaci řádu. Udílen je příslušníkům ozbrojených složek Portugalska i spojeneckých států za vynikající vojenské zásluhy.
- Řád svatého Jakuba od meče (Ordem Militar de Sant'Iago da Espada) byl založen roku 1172 a roku 1789 byl sekularizován. Od roku 1834 se jedná o záslužný řád. Udílen je občanům Portugalska i cizincům, a to vojákům i civilistům, za mimořádné a vynikající zásluhy v oblasti literatury, vědy a umění.

### Státní řády
- Řád prince Jindřicha (Ordem do Infante Dom Henrique) byl založen dne 2. června 1960. Udílen je občanům Portugalska i cizincům, a to civilistům i vojákům, za výjimečné a mimořádné zásluhy o Portugalsko a jeho kulturu.[8][9]
- Řád svobody (Ordem da Liberdade) byl založen dne 4. října 1976. Udílen je občanům Portugalska i cizincům, a to civilistům i vojákům, za obranu hodnot civilizace, lidské důstojnosti a svobody.[10]
- Řád Camões (Ordem de Camões) byl založen dne 30. června 2021. Udílen je občanům Portugalska i cizincům, a to jak civilistům tak vojákům, za služby pro portugalský jazyk a jeho mezinárodní šíření a pro posílení kulturních vztahů mezi portugalsky mluvícími národy a komunitami.[5][11]

### Záslužné občanské řády
- Řád za zásluhy (Ordem do Mérito) byl založen dne 30. ledna 1929. Udílen je občanům Portugalska i cizincům, a to civilistům i vojákům, za záslužné činy nebo služby při výkonu jakékoliv funkce ve veřejném či soukromém sektoru, která vyžaduje sebeobětování ve prospěch komunity.[12]
- Řád veřejného vzdělávání (Ordem da Instrução Pública) byl založen dne 30. ledna 1929. Udílen je za služby poskytované ve školství či školské správě, stejně jako za služby poskytované kýmkoliv ve prospěch vzdělávání a výuky.[13]
- Řád za obchodní zásluhy (Ordem do Mérito Empresarial) byl založen dne 4. června 1893. Udílen je za vysoké služby poskytované v oblasti obchodu, průmyslu a zemědělství.[14]

## Medaile

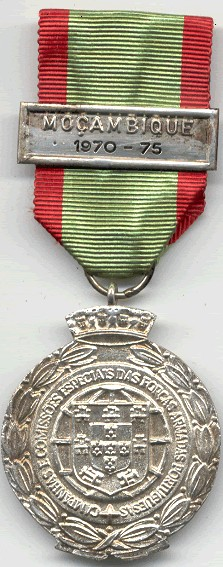
Pamětní medaile za tažení

- Medaile za vojenské zásluhy (Medalha de Valor Militar) byla založena dne 2. října 1863.[15]
- Vojenský kříž (Medalha Militar da Cruz de Guerra) byl založen dne 30. listopadu 1916.[16]
- Medaile za vynikající službu (Medalha Militar de Serviços Distintos) byla založena dne 2. října 1863.
- Vojenská záslužná medaile (Medalha de Mérito Militar) byla založena dne 28. května 1946.
- Medaile národní obrany (Medalha da Defesa Nacional) byla založena dne 27. prosince 2002.
- Medaile Kříž svatého Jiří (Medalha da Cruz de São Jorge) byla založena dne 22. prosince 2000.
- Vojenská medaile příkladného chování (Medalha Militar de Comportamento Exemplar) byla založena dne 2. října 1863.[17]
- Medaile v kampani povýšených za různé úspěchy (Medalha dos promovidos por feitos distintos em Campanha) byla založena dne 28. května 1946.
- Medaile za zranění při tažení (Medalha dos Feridos em Campanha) byla založena dne 28. května 1946.
- Medaile uznání (Medalha de reconhecimento) byla založena dne 27. prosince 2002.
- Pamětní medaile za tažení (Medalha Comemorativa das Campanhas) byla založena dne 30. listopadu 1916.
- Pamětní medaile zvláštních služeb (Medalha comemorativa de comissões de serviço especiais) byla založena dne 28. května 1946.
- Medaile námořního kříže (Medalha da Cruz Naval) byla založena dne 11. října 1985.
- Medaile D. Afonsa Henriquese za armádní zásluhy (Medalha de D. Afonso Henriques - Mérito do Exército) byla založena dne 11. října 1985.
- Medaile za letecké zásluhy (Medalha de Mérito Aeronáutico) byla založena dne 11. října 1985.

## Pořadí nošení portugalských vyznamenání

### Insignie čestných řádů
Insignie čestných řádů vždy předchází zahraničním vyznamenáním a jsou řazena v následujícím pořadí:
1. Řád věže a meče
2. Řád Kristův
3. Řád avizských rytířů
4. Řád svatého Jakuba od meče
5. Řád prince Jindřicha
6. Řád svobody
7. Řád Camões
8. Řád za zásluhy
9. Řád veřejného vzdělávání
10. Řád za obchodní zásluhy

### Nošení vojenských vyznamenáních
Podle legislativní aktualizace Regulamento da Medalha Militar - Decreto-lei n.º 316/2002 ze dne 27. prosince 2002 je pořadí nošení vyznamenání následující:
1. Řád věže a meče
2. Medaile za vojenské zásluhy
3. Vojenský kříž
4. Řád Kristův
5. Řád avizských rytířů
6. Medaile za vynikající službu
7. Vojenská záslužná medaile
8. Řád svatého Jakuba od meče
9. Řád prince Jindřicha
10. Řád svobody
11. soukromé medaile v následujícím pořadí
  1. Medaile národní obrany
  2. Medaile Kříž svatého Jiří
  3. Medaile námořního kříže
  4. Medaile D. Afonsa Henriquese za armádní zásluhy
  5. Medaile za letecké zásluhy
12. Vojenská medaile příkladného chování
13. Medaile v kampani povýšených za různé úspěchy
14. Medaile za zranění při tažení
15. Medaile uznání
16. Pamětní medaile za tažení
17. Pamětní medaile zvláštních služeb
18. další národní vyznamenání, přičemž jejich pořadí  je určena chronologickým založením daného vyznamenání
19. zahraniční vyznamenání, přičemž příslušná hierarchie je dána podle abecedního pořadí názvů příslušných států nebo organizací v portugalštině